# Graniczna Placówka Kontrolna Kukuryki
Graniczna Placówka Kontrolna Kukuryki – zlikwidowany pododdział Wojsk Ochrony Pogranicza wykonujący kontrolę graniczną osób, towarów  i środków transportu bezpośrednio przejściu granicznym na granicy z ZSRR.

## Formowanie i zmiany organizacyjne
Graniczna Placówka Kontrolna Kukuryki została utworzona 30 lipca 1984 z chwilą uruchomienia drogowego przejścia granicznego Kukuryki-Kozłowiczy w strukturach Nadbużańskiej Brygady Wojsk Ochrony Pogranicza, podległa bezpośrednio GPK Terespol. W wyniku tych działań jednostka w Terespolu stała się jedną z największych (nie tylko na wschodniej granicy, ale i w całym kraju) granicznych placówek kontrolnych obsługujących towarowy i osobowy ruch graniczny (GPK kolejowe, osobowe i towarowe)
1 października 1989 rozformowana została Nadbużańska Brygada WOP, na jej bazie powstał Nadbużański Batalion WOP, a Graniczna Placówka Kontrolna Kukuryki została włączona w struktury Podlasko-Mazurskiej Brygady WOP w Białymstoku jako Graniczna Placówka Kontrolna Terespol–Kukuryki (GPK Terespol–Kukuryki) i tak funkcjonowała do 15 września 1991.

## Podległe przejście graniczne
- Kukuryki-Kozłowiczy (drogowe).